# Libnotes (Goniodineura) kraussiana
Libnotes (Goniodineura) kraussiana is een tweevleugelige uit de familie steltmuggen (Limoniidae). De soort komt voor in het Australaziatisch gebied.